# David Møller Wolfe
David Møller Wolfe (Bergen, 23 de abril de 2002) es un futbolista noruego que juega en la demarcación de defensa para el Wolverhampton Wanderers F. C. de la Premier League.

## Selección nacional
Hizo su debut con la selección de fútbol de Noruega el 16 de noviembre de 2023 en un partido amistoso contra Islas Feroe que finalizó con un resultado de 2-0 tras los goles de Jørgen Strand Larsen y Oscar Bobb.

## Clubes
| Club                          | País         | Año       | Partidos | Goles |
| ----------------------------- | ------------ | --------- | -------- | ----- |
| FK Bergen Nord                | Noruega      | 2017-2019 | 13       | 2     |
| SK Brann 2                    | Noruega      | 2019-2020 | 15       | 1     |
| Åsane Fotball (cedido)        | Noruega      | 2020      | 28       | 1     |
| SK Brann                      | Noruega      | 2021-2023 | 69       | 2     |
| AZ Alkmaar                    | Países Bajos | 2023-2025 | 92       | 4     |
| Wolverhampton Wanderers F. C. | Inglaterra   | 2025-     |          |       |

## Palmarés

### Títulos nacionales
| Título          | Club     | País    | Año  |
| --------------- | -------- | ------- | ---- |
| Copa de Noruega | SK Brann | Noruega | 2022 |